# Palais de Marivent
Le palais de Marivent (signifie en français « palais de mer et vent ») est une construction moderne située dans le noyau touristique de la Cala Major, à Palma, en Espagne.

## Importance
Il s'agit de la résidence estivale de la famille royale d'Espagne, ainsi que le palais préféré de la reine Sofía, qui y réside une grande partie de l'année. Elle y réunit en été ses enfants et petits-enfants. Le roi Felipe VI, l'infante Elena et l'infante Cristina disposent au sein du palais d'une zone privée pour leur usage personnel.
À la différence de la résidence officielle du palais royal de l'Almudaina, Marivent n'appartient pas à l'ensemble des résidences de la famille royale d'Espagne géré par le Patrimoine national. La propriété appartient à la communauté autonome des Îles Baléares. Malgré ce caractère de résidence privée, le palais de Marivent sert en de nombreuses occasions de lieu de réceptions et d'audiences tant au président du gouvernement qu'à d'autres autorités internationales.

## Histoire
La propriété a été bâtie par l'architecte Guillem Forteza Pinya entre 1923 et 1925, par commission du peintre Juan de Saridakis, qui y vécut jusqu'à sa mort. Sa veuve, Anunciación Marconi Taffani, céda la bâtisse et ses terrains à la députation provinciale des Baléares (es) en 1966, à condition que se crée un musée portant le nom du peintre, et qu'il demeure ouvert au public. Ces conditions ont été remplies jusqu'en 1973, lorsque la Députation céda la propriété à la famille royale d'Espagne, fait qui provoqua l'assignation des autorités baléares par les descendants de Saridakis  devant la justice pour non-respect des conditions de cession, ce qui leur permit de récupérer les biens mobiliers à l'intérieur de la propriété appartenant à leur famille,.